# This Kiss (Carly Rae Jepsen)
This Kiss è un brano musicale della cantante canadese Carly Rae Jepsen, estratto come terzo singolo dal suo secondo album Kiss. Il brano è stato scritto dalla stessa Jepsen e Redfoo degli LMFAO.

## Video musicale
Le riprese per il video di This Kiss si sono svolte il 20 settembre 2012 in California. Alcune fotografie del set sono apparse sulla rete lo stesso giorno, in cui si può vedere la Jepsen vestita con un corsetto rosso e nero e dei pantaloni in pelle neri, accompagnati da enormi orecchini dalla forma squadrata.

## Successo commerciale
Il singolo è entrato alla quarantesima posizione della classifica digitale statunitense il 29 settembre 2012 e all'ottantaseiesima della Billboard Hot 100. In Canada, il brano è entrato in classifica al ventitreesimo posto.

## Esibizioni dal vivo
Carly Rae Jepsen sì è esibita dal vivo con This Kiss l'8 settembre 2012 al programma televisivo The Ellen DeGeneres Show e alla finale del talent show So You Think You Can Dance il 18 settembre.

## Tracce
Download digitale
1. This Kiss - 3:50

## Classifiche
| Classifica (2012) | Posizione massima |
| ----------------- | ----------------- |
| Australia         | 86                |
| Belgio (Fiandre)  | 51                |
| Belgio (Vallonia) | 52                |
| Brasile           | 33                |
| Canada            | 23                |
| Francia           | 152               |
| Germania          | 64                |
| Giappone          | 65                |
| Irlanda           | 64                |
| Nuova Zelanda     | 39                |
| Paesi Bassi       | 58                |
| Regno Unito       | 166               |
| Stati Uniti       | 86                |